# ナガタタケシ
ナガタ タケシ（1978年 - ）は日本の映像作家、CGクリエーター。熊本県出身。
京都芸術短期大学の在学中から、モンノカヅエと共に多数の作品を発表。MTV の STATION ID コンテストに入選、1999 年マルチメディアグランプリCG部門ベストジングル賞を受賞するなど、高い評価を得る。卒業後に入社した映像制作会社であるufotableでは、機動戦士ガンダムSEEDのCGディレクターを担当。2004年退社。
モンノカズエと共に映像ユニットTOCHKA(トーチカ)を立ち上げ、独自の制作活動を本格化。2006年の光を使った作品 PiKAPiKA は、第10回文化庁メディア芸術祭で優秀賞受賞、アヌシー国際アニメーション映画祭入選、オタワ国際アニメーション映画祭入賞、クレルモン・フェラン短編映画祭Lab Competition部門グランプリ、プラットフォームアニメーション映画祭入選など、国内外で高い評価を得る。
2007年に大阪電気通信大学総合情報学部デジタルアート・アニメーション学科講師に就任。

## テレビ
- 機動戦士ガンダムSEED(2002年)CG担当

## 映像作品
- PiKAPiKA(2006年)
- UNIQLO JUMP(2007年)アニメーション担当